# Visconti di Béarn

Arma dei Visconti di Béarn: d'oro a due vacche con corna, collare alla gola e campanaccio in azzurro, marcianti una sopra l'altra

I  visconti di Béarn esistono da oltre un millennio. Di formazione feudale, il feudo di Bèarn fu costituito in viscontea nel IX secolo nell'ambito del ducato di Guascogna. I suoi primi visconti erano nominati Centullo e vennero poi seguiti dai Gastone.
Il Béarn fu incluso nelle frontiere originali conferite al regno di Francia dal Trattato di Verdun nell'843.

## Elenco dei visconti del Béarn

### Centullo
- Lupo Centullo di Guascogna
- Centullo I
- Lupo Centullo
- Centullo II (-940)
- Gastone I (940-984)
- Centullo III (984-1004)
- Gastone II (1004-1012)
- Centullo IV il Vecchio (1012-1058), sotto reggenza dal 1012 al 1022
- Gastone III associato dal padre Centullo IV, morto nel 1053
- Centullo V (1058-1090), figlio di Gastone III
- Gastone IV il Crociato (1090-1131)
- Centullo VI (1131-1134) - reggenza della madre Talese d'Aragona
- Guiscarda (1134- abdica nel 1147) sposa Pietro II Soriquers, visconte di Gabarret, che tuttavia non fu mai visconte di Béarn poiché morì nel 1118.

### Dinastia dei Gabarret
- Pietro I (1147-1153), figlio primogenito dei precedenti
- Gastone V (1153-1170), figlio cadetto del precedente
- Maria (1170-1173), sorella del precedente, sposò Guglielmo di Moncada.

### Dinastia dei Moncada
- Gastone VI (1173-1214), figlio dei precedenti
- Guglielmo I (1214-1224), fratello del precedente
- Guglielmo II (1224-1229), figlio del precedente
- Gastone VII (1229-1290), figlio del precedente

### Dinastia di Foix-Béarn

Arma dei Foix-Béarn

- Margherite di Moncade e Ruggero Bernardo III di Foix (1290-1302)
- Gastone VIII di Foix-Béarn (conte Gastone I di Foix) (1302-1315)
- Gastone IX di Foix-Béarn (conte Gastone II di Foix) (1315-1343)
- Gastone X Febus di Foix-Béarn (conte Gastone III Fébus di Foix) (1343-1391)[1]
- Matteo di Foix-Castelbon (1391-1398), nipote del precedente

### Dinastia dei Grailly

Arma dei Foix-Béarn-Bigorre

- Isabella di Foix-Castelbon, sorella del precedente ed Archambaud di Grailly (1398-1412)
- Giovanni I di Foix-Grailly (1412-1436), figlio dei precedenti
- Gastone XI di Foix-Grailly (conte Gastone IV di Foix) (1436-1472), figlio del precedente

### Dinastia dei Re di Navarra

Arma dei Navarra-Albret

- Francesco Febo di Navarra (1472-1483)
- Caterina I di Navarra-Foix-Grailly (1483-1517) e Giovanni II d'Albret (1484-1516)
- Enrico I di Béarn-Albret (1517-1555)
- Giovanna I di Béarn-Albret (1555-1572)
- Enrico II di Béarn-Bourbon, Enrico III di Navarra ed Enrico IV di Francia (1572-1610)
- Luigi I di Béarn-Bourbon, Luigi II di Navarra e Luigi XIII di Francia (1610-1620)
- 1620 : Annessione della contea alla Corona di Francia